# Parque nacional de Shey Phoksundo
El Parque nacional de She Phoksundo ( en nepalí: शे-फोक्सुण्डो राष्ट्रिय निकुञ्ज) es el más grande parque nacional del país asiático de Nepal y el único en el trans-Himalaya de esa nación. Cubre un área de 3555 kilómetros cuadrados en los distritos de Mugu y Dolpa en la parte noroeste del país.
El parque fue creado formalmente en 1984 con su sede en Palam, en el distrito de Dolpa.
El parque contiene el famoso lago Phoksundo, el lago más profundo en Nepal. El parque nacional de She Phoksundo ofrece una diversidad de paisajes y se sitúa entre los parques de montaña más espectaculares del mundo. Gran parte del parque se encuentra al norte de la cresta del Himalaya. Las elevaciones varían desde 2130 metros en el sureste, cerca de Ankhe hasta los 6883 metros en la cumbre del Kanjiroba Himal.